# Joaquín María Fuster y Morell, SJ
Joaquín Maria Fuster Morell (Palma de Mallorca, 26 de octubre de 1914-Bombay, 2011). Doctor en Psicología, de nacionalidad española, desempeñó su ministerio como sacerdote jesuita en la India, concretamente en la Universidad de Bombay, donde ha ocupado los puestos de Director de Gabinete psico-técnico en el Colegio Universitario St. Xavier y Jefe del Departamento de Psicología. Ha sido también director de tesis doctorales de psicología en la Universidad de Bombay.
En 1978, Padre Fuster, estuvo como pupilo del Dr. Robert R. Carkhuff en el Carkhuff Institute of Human Technology, 
Technology, Massachusetts, USA.
Formado en dinámica de Grupos po el National Training Laboratories Institute' de Bethel (Maine), ha dirigido numerosas sesiones según los metodos de Rogers y Karkhuff en Estados Unidos, la India y España.

### Xavier Institute of Counselling
La labor del Padre Fuster fue meritoria, en concreto se le considerá el fundador y primer director del Xavier Institute of Counselling donde diseño las principales líneas del curso Personal Counselling.
La dinámica de grupos se estaba imponiendo como el clima más oportuno para que el individuo se libere de aquellas limitaciones que le impiden in desarrollo satisfactorio de su personalidad. Dentro de la variada gama de modalidades desde las que se ha abordado esta liberación, el counseling (relación de ayuda) figura entre los más prestigiosos sistemas.
El modelo creado por Rogers proporciona al consejero una forma de actuación basada en la comprensión empática, aceptación y atenticidad. Este "ponerse en lugar del otro", clave pde la relación de ayuda y que da al consejero el papel dominante en el sistema, adquiere nuevas dimensiones en el modelo de Karkhuff, quien tiene en cuenta no solo la personalidad del consejero sino también  al consultante y las variables de contexto.

### Libros y publicaciones
- Fuster, J.M. Personal Counselling. Bombay: The Bombay Saint Paul Society. 14th edition. 2008.
- Fuster, J.M. Psychological Counselling in India. Bombay: Macmillan, 1969.
- Fuster, J.M. Integrated Personality. Calcutta: The Little Flower Press, Second Edition, 1969.
- Fuster, J.M. Helping in Personal Growth. Bombay: St Paul Publications, 1974.
- Fuster, J.M. Como Potenciar la Autorrealizacion. Spain: Mensajero, 1977.
- Fuster, J.M. Techniche di Autorealizzazione. Rome: Borla, 1979.
- Fuster, J.M. ‘Training Courses in Personal Counselling’, International Journal for the Advancement of Counselling, Vol. 2, No. 1 1979, University of Utrecht. Holland.